# 多爾默倫特鄉
44°27′N 26°55′E / 44.450°N 26.917°E
多爾默倫特鄉（羅馬尼亞語：Comuna Dor Mărunt, Călărași），是羅馬尼亞的鄉份，位於該國南部，由克勒拉希縣負責管轄，面積156平方公里，海拔高度47米，2007年人口6,926，人口密度每平方公里44人。